# Ganggrab von Hostrupskov
Das Ganggrab von Hostrupskov (dänisch Hostrupskov Jættestue – auch Elisenlund oder Eliselund genannt) liegt am Dyssevej, südlich des Ortes Hostrupskov, südöstlich von Aabenraa in Jütland in Dänemark in einem etwa 1,25 m hohen ovalen Rundhügel von etwa 14,0 × 11,0 Metern. Es entstand im Neolithikum zwischen 3500 und 2800 v. Chr. Das Ganggrab ist eine Bauform jungsteinzeitlicher Megalithanlagen der Trichterbecherkultur (TBK), die aus einer Kammer und einem baulich abgesetzten, lateralen Gang besteht. Diese Form ist primär in Dänemark, Deutschland und Skandinavien, sowie vereinzelt in Frankreich und den Niederlanden zu finden.

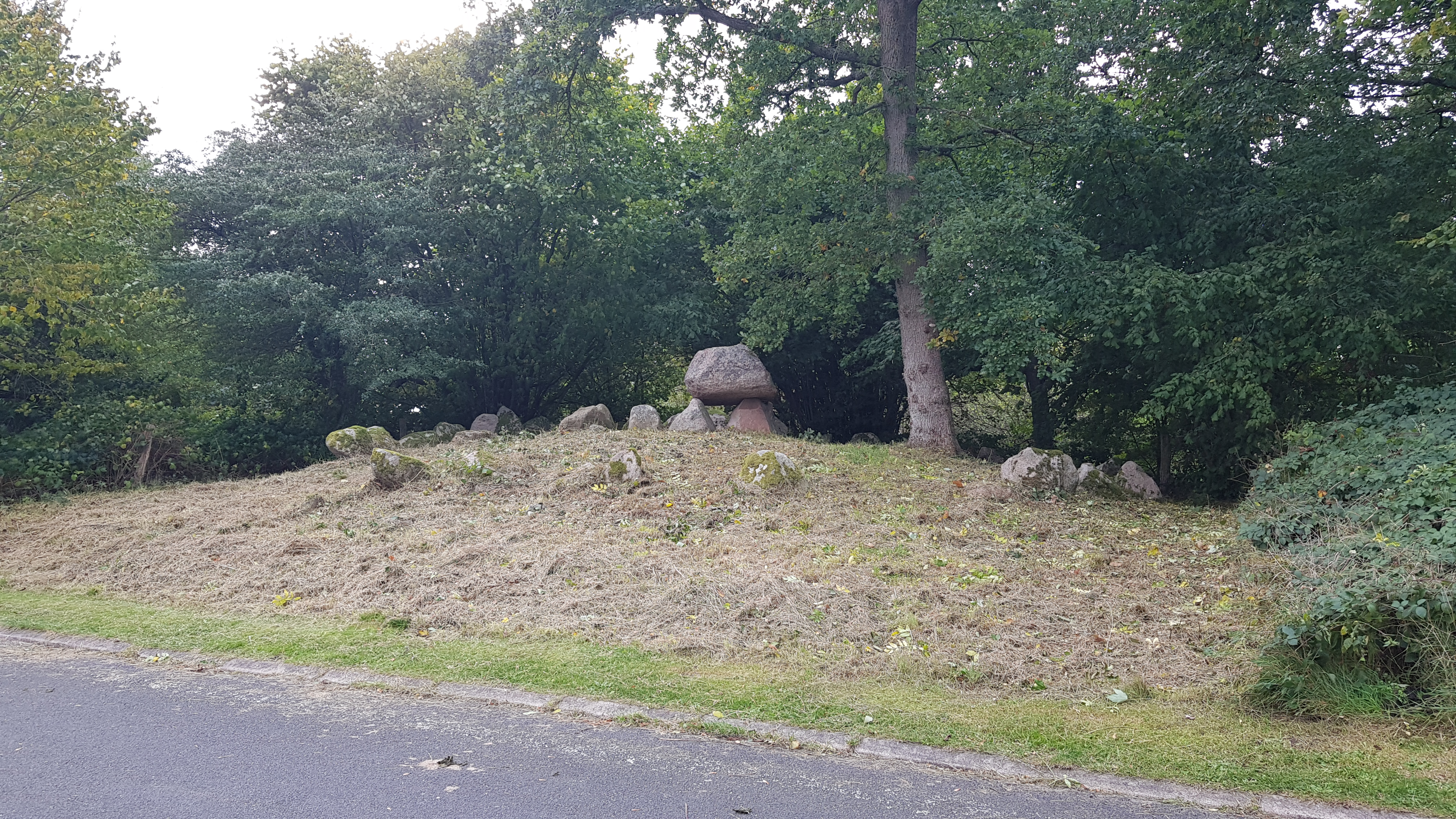
Ganggrab von Hostrupskov

Der Hügel ist von einem Ring aus 35 Randsteinen von 0,75 bis 1,25 m Höhe gefasst. In der Mitte liegt eine Kammer aus acht Tragsteinen und zwei erhaltenen Steinen des nach Osten gerichteten Ganges. Über der Nordwestecke der Kammer ist der Teil eines Decksteins erhalten. Die kleine Kammer misst etwa 1,7 × 1,1 m.
Südlich im Wald liegen vier mehr oder minder gut erhaltene Runddyssen (Runddolmen).